# Költségvetési szabályok

## Költségvetés politikai szabályok
A költségvetés politikai szabályok valamely aggregált költségvetési mutató alakulására vonatkozó állandó előírások. Ilyen mutató lehet például az adósságállomány, az adósságráta, a költségvetési egyenleg, a ciklikusan igazított költségvetési egyenleg, az elsődleges egyenleg vagy a kiadások összege. Például a maastrichti konvergenciakritériumok között szerepel egy adósságállományra és egy költségvetési egyenlegre vonatkozó költségvetés politikai szabály is.
A költségvetés politikai szabályok bevezetésének célja az államháztartás fenntarthatóságának biztosítása, valamint egyes szabályok a költségvetési politika anticiklikusságát is igyekeznek elősegíteni.

## Költségvetés politikai szabályok típusai
A világban működő költségvetés politikai szabályok között több fontos különbség is van:
1. a mutatószám, amire épül (pl. adósságráta, költségvetési egyenleg, kiadások összege)
2. az általa lefedett kör (pl. az államháztartás egésze, vagy csak egyes részei)
3. a korlátozás lehet ex ante vagy ex post (azaz a tervezésre vonatkozik, vagy a
4. alapulhat megelőzésen vagy utólagos szankción
5. kezeli-e a gazdasági ciklusok hatását

A költségvetés politikai szabályok értékelésére Kopits György és Steven A. Symansky dolgoztak ki egy nyolc kritériumból álló értékelési rendszert.
1. Megfogalmazás (definition)
2. Átláthatóság (transparency)
3. Megfelelősség (adequacy)
4. Következetesség, összhang (consistency)
5. Egyszerűség (simplicity)
6. Rugalmasság (flexibility)
7. Végrehajthatóság, kikényszeríthetőség (enforceability)
8. Hatékonyság (efficiency)

## Költségvetés politikai szabály Magyarországon
Magyarországon a 2012. évre vonatkozóan kellett volna először alkalmazni ilyen típusú szabályt, az ún. reáladósság-szabályt, melyet a 2009. január 1-jétől hatályos, takarékos állami gazdálkodásról és a költségvetési felelősségről szóló 2008. évi LXXV. törvény határozott meg.
A törvény többször módosult, majd 2012. január 1-jével a stabilitási törvény hatályon kívül helyezte.